# Чемпионат Беларуси по шашечной композиции 1978
Чемпионат Белоруссии по шашечной композиции 1978, оригинальное название — Второй чемпионат БССР по шашечной композиции — национальное соревнование по шашечной композиции. По итогам соревнований было возможно выполнение массовых разрядов, звания «мастер спорта СССР».
Триумфаторы II чемпионата — Леонид Сергеевич Витошкин, который завоевал две  золотых медали в этюдах и Дмитрий Владимирович Сухоруков, выигравший 4 медали: два серебра на большой доске и две бронзы - на малой.

## О турнире
Соревнования проводились по русским и международным шашкам в дисциплинах проблемы, задачи, этюды.

## Спортивные результаты
Проблемы-64.
 Валерий Свизинский (Минск) — 43,0.  Николай Грушевский (Минск) — 38,5.  Дмитрий Сухоруков (Минск) — 34,5. 4. Пётр Шклудов (Сувалково) — 32,5. 5. Сергей Кургуз (Минск) — 30,5. 6. Борис Иванов (Минск) — 26,0. 7. Николай Крышталь (Пинск) — 25,5. 8. Виктор Ефименко (Гродно) — 18,5. 9. Василий Власюк (Сморгонь) — 18,5. 10. Николай Куринец (Бобруйск) — 16,0. 11. Иван Прудник (Минск) — 15,5. 12. Виталий Шрамко и Николай Фесенко (Калинковичи) — 15,0. 13. Александр Власенко (Минск) — 14,5. 14. Георгий Горбач (Климовичи) — 14,0. 15. Николай Лешкевич (Ольпень) — 10,5. 16. Михаил Камчатный (Речица) — 6,0. 17. Леонид Чернов (Минск) — 5,0. 18. Виктор Шульга (Выголовичи) — 5,0. 19. Дмитрий Камчицкий (Могилев) — 4,5. 20. Евгений Горбатович (Дзержинск) — 4,0. 21. Дмитрий Слесарчик (Гродно) — 4,0. 22. Александр Иваньков (Лукский) — 4,0. 23 Станислав Тимофеев ((Нижние Войханы) — 0,0. 24. Иван Навроцкий (Минск) — 0,0.
Этюды-64.
 Леонид Витошкин — 19,0.  Юрий Кутян (Бобруйск) — 14,5.  Дмитрий Сухоруков — 13,5. 4. Пётр Шклудов — 7,0. 5. Дмитрий Слесарчик — 5,0. 6. Василий Власюк — 3,5. 7. Евгений Горбатович — 2,5. 8-12. Борис Иванов, Дмитрий Камчицкий, Циммервальд Ковалёв (Солигорский район), Станислав Тимофеев, Виктор Шульга — 0,0.
Задачи-64.
 Дмитрий Сухоруков — 39,5.  Иван Стрельчик — 35,5.  Николай Бобровник — 28,0. 4. Александр Шурпин — 25,0. 5. Пётр Шулев (Минск) — 17,5. 6. Георгий Горбач (Климовичи) — 17,0. 7. Владимир Кожемякин — 13,75. 8. Борис Иванов (Минск) — 9,0. 9. Константин Тарасевич (Спорово) — 5,0. 10. Александр Власенко (Минск) — 3,0. 11. Дмитрий Бортновский (Берёза) — 0,0.
Проблемы-100.
 Николай Иржавский (Гродно — Россь) — 47,5.  Леонид Чернов — 46,5.  Валерий Свизинский — 43,0. 4. Дмитрий Сухоруков — 39,0. 5. Александр Власенко — 38,5. 6. Пётр Шклудов — 27,0. 7. Иван Навроцкий — 25,5. 8. Виталий Шрамко и Николай Фесенко — 8,0.
Этюды-100.
 Леонид Витошкин — 49,0.  Дмитрий Сухоруков — 26,5.
Задачи-100.
 Пётр Матус (Минск) — 67,5.  Дмитрий Сухоруков — 66,0.  Гарри Далидович (Минск) — 63,0. 4. Иван Стрельчик (Барановичи) — 58,5. 5. Николай Бобровник (Жаховичи) — 54,5. 6. Александр Резанко (Минск) — 46,5. 7. Константин Тарасевич (Спорово) — 44,0. 8. Александр Шурпин (Климовичи) — 38,5. 9. Дмитрий Бортновский (Берёза) — 36,5. 10. Владимир Кожемякин (Гомель) — 29,5. 11. Борис Иванов — 0,0.